# Maruki Riyō
Maruki Riyō est un nom japonais traditionnel ; le nom de famille (ou le nom d'école), Maruki, précède donc le prénom (ou le nom d'artiste).
Maruki Riyō (丸木 利陽, 1854-1923) est un photographe japonais de la fin de l'époque d'Edo

## Biographie
Maruki Riyō ouvre son premier studio en 1880, dans le quartier Uchisaiwaicho de Tokyo, au Japon, et son entreprise continue jusqu'au début des années 1920. En 1888, il lui est demandé de produire une nouvelle photo officielle de l'empereur parce que celle alors en usage est ancienne de dix ans.